# Acide phosphonique

Structure générique d'un ester d'acide phosphonique.

Les acides phosphoniques et phosphonates, sont des composés organophosphorés caractérisé par le groupe RPO(OR’)(OR’’), dans lequel R, R’ et R’’ représentent un atome d'hydrogène, un groupe alkyle ou un groupe aryle.
Les phosphonates sont de bons chélatants, particulièrement avec l'insertion d'une amine pour aboutir au groupe –NH–C–PO(OH)2, comme dans les composés NTMP, EDTMP et DTPMP, qui sont les analogues des acides aminopolycarboxyliques NTA, EDTA et DTPA. La stabilité des complexes métalliques augmente avec le nombre de groupes acide phosphonique.
Les acides phosphoniques sont peu solubles dans l'eau, mais les phosphonates correspondants sont en revanche très solubles. Ils sont peu volatils et peu solubles dans les solvants organiques.

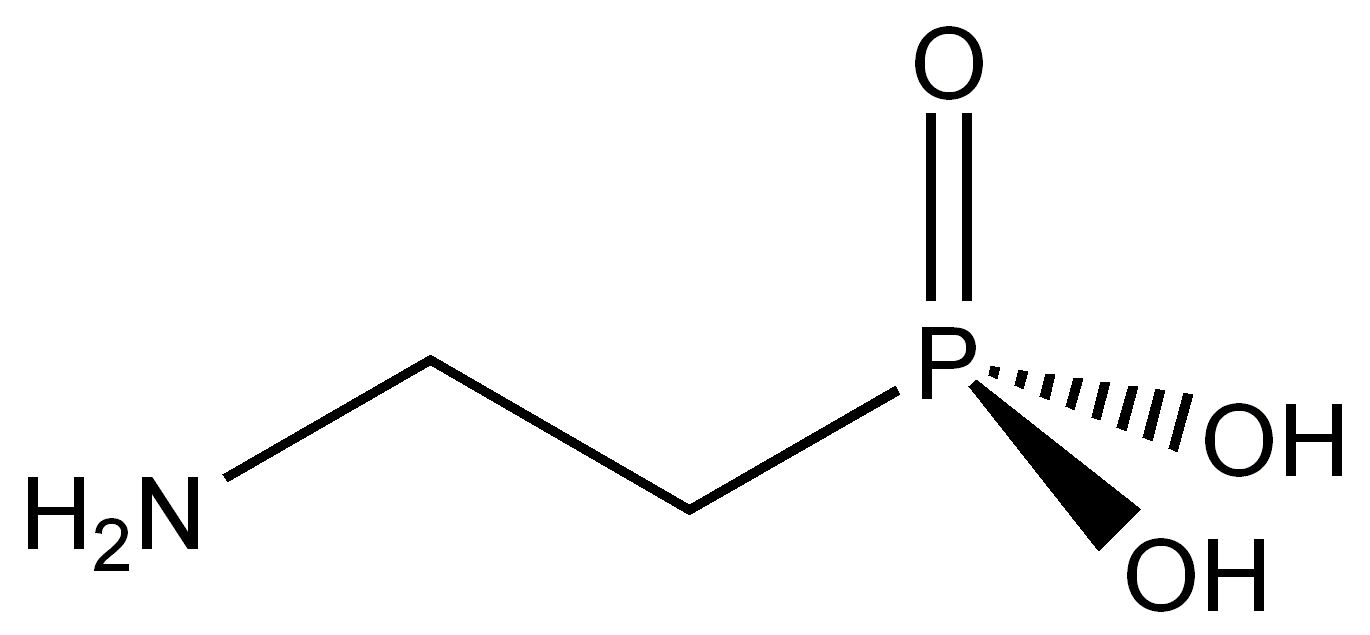
Acide 2-aminoéthylphosphonique, premier phosphonate naturel identifié.

## Utilisation
Les phosphonates sont souvent utilisés dans les lessives comme anti-calcaire. Ils jouent le même rôle que les phosphates, qui sont interdits en France dans les lessives depuis le 1er juillet 2007 L'utilisation de phosphates dans les lessives augmentait la quantité de matière organique et entraînait une eutrophisation des milieux c'est-à-dire une diminution de la teneur en oxygène et une prolifération d'algues.
Les phosphonates sont également utilisés comme pesticide.
- Glyphosate : herbicide systémique.
- Fosétyl-aluminium : fongicide systémique

Ils sont aussi utilisés comme outils de biocontrôle.
En mobilisant deux modes d’action complémentaires, une action fongicide directe sur le champignon parasite combinée à une stimulation des défenses de la plante, les phosphonates sont utilisés notamment pour lutter contre le mildiou de la pomme de terre.
Ils entrent également dans la composition de certains superplastifiants récents pour le béton.

Glyphosate, herbicide.